# Ginetta G4
El Ginetta G4 es un automóvil deportivo, diseñado, desarrollado y construido por el fabricante británico Ginetta, entre 1961 y 1968.

## Especificaciones

### Motor
El coche está equipado con un motor de 4 cilindros en línea de 1.340 cc (82 cu in), que desarrolla 91 CV (68 kW), colocado en posición longitudinal delantera que le permite alcanzar una velocidad máxima de 193 km/h (120 mph) y realizar el 0-100 km/h en 8,5 segundos.

### Frenos
Los frenos delanteros son de discos mientras que los frenos traseros son de tambor. El radio de giro es de 9,1 m (30 pies).

## Dimensiones y peso
La longitud del coche es de 3353 mm, la anchura es de 1422 mm y la altura es de 1067 mm. La distancia entre ejes es de 2.045 mm, mientras que las vías delantera y trasera tienen 1.168 mm de ancho. El peso es de 454 kg.

## Variantes
El coche está disponible en 3 carrocerías diferentes: cupé de 2 puertas, descapotable de 2 puertas y barchetta de 2 puertas reservada a la competición.